# Aeroport de Jūrmala
L'Aeroport de Jūrmala (en letó: Lidosta "Jūrmala") (OACI: EVJA) és un aeroport situat a 5 km d'Engure, Letònia, al sud-est de Tukums.
Totes les infraestructures de l'aeroport: tècnica, pista i edificis és el que quedava de l'antiga base aèria militar de la Unió Soviètica situada a Tukums, era un camp d'aviació militar espartà amb una sola rampa llarga. La base va ser completament abandonat, però l'any 2010 va començar la conversió de la base en un aeroport civil amb terminals de passatgers.

## Història
La història de l'aviació a la zona comença a principi de 1930, quan es va construir el primer hangar i taller. Durant la Segona Guerra Mundial un camp d'aviació va ser construït per a la companyia Luftwaffe. Després de la guerra va ser camp d'operació de l'Armada Soviètica, volant les aeronaus Sukhoi Su-24, operat per diversos regiments d'aviació.
A la primavera de 1993, l'aeròdrom va ser reconegut com a «Aeròdrom Reserva de Tukums (RAT)» de les Forces Aèries de Letònia. Des de 31 de juliol de 2001, l'aeròdrom de Tukums pertanyia a la parròquia de Smārde. El 15 de març de 2005 va ser fundada l'assossiació «SIA Tukums Airport». El 2005-2006 es va realitzar la renovació de la pista i en el període 2009-2010 la construcció de la terminal de passatgers. En el 2011 es va completar la certificació de la instal·lació i el sistema de senyals de llum. El 2014 va ser rebatejat com a Aeroport de Jūrmala.